# 3844 Lujiaxi
A 3844 Lujiaxi (ideiglenes jelöléssel 1966 BZ) a Naprendszer kisbolygóövében található aszteroida. A Bíbor-hegyi Obszervatórium fedezte fel 1966. január 30-án.